# Jérôme (prénom)
Pour les articles homonymes, voir Jérôme.
Cette page présente le prénom Jérôme ainsi que ses variantes.

## Sens et origine du nom
Jérôme est un prénom d'origine grecque : Ἱερώνυμος (Hierốnymos), formé à partir de ἱερός (hierόs, « sacré ») et ὄνομα (ónoma, « nom »). Sa forme latine est Hieronymus.

## Variantes Linguistique
En français, on note la variante orthographique Gérôme et la forme féminine Jéromine.
- albanais : Jeronimi
- allemand : Hieronymus
- anglais et volapük : Jerome
- alsacien : Jerless
- basque : Jeronimo, Jerolin
- catalan :  Jeroni
- chinois mandarin : 耶柔米 (Yéróumǐ)
- corse : Ghjilormu
- croate : Jeronim
- espagnol : Jerónimo
- espéranto : Hieronimo
- Grec : Ιερώνυμος (Ierónumos)

- Hébreu : יהורם Yehoram
- hongrois : Jeromos
- italien : Girolamo, Gerolamo
- japonais : ジェローム (Jerōmu)
- latin : Hieronymus
- letton : Hieronīms
- lituanien : Jeronimas
- néerlandais : Jeroen  (prononciation : Yeroun)
- normand : Guérôme
- occitan : Jiròni[2] / Geròni
- poitevin : Jhirome / Jhiromét[3]

- Polonais : Hieronim
- Portugais : Jerónimo/Jerônimo (variante Brésilienne)
- roumain : Jeronim
- russe : Иероним (Ieronim)
- Slovaque : Jarolím
- tchèque : Jeroným
- ukrainien : Ієронім (Ièronim)

## Jérôme comme nom de personne ou prénom
Saints :
- Saint Jérôme, ou Jérôme de Stridon, est l'auteur de la Vulgate, traduction de la bible en Latin. Il est fêté le 30 septembre en Occident et le 15 juin julien ou le 15 juin grégorien par l'Église orthodoxe.
- Jérôme de Nevers (IXe siècle), évêque (fête le 5 octobre).

Homme d'Église :
- Hiéronyme Ier, primat de l'Église orthodoxe de Grèce de 1967 à 1973.

Prénom :
- Jérôme Bignon, magistrat et écrivain français ;
- Jérôme Bignon, avocat, homme politique français ;
- Jérôme Bock (Hieronymus Bock), pasteur et botaniste allemand ;
- Jérôme Bonaldi, présentateur télé français ;
- Jérôme Bonaparte, frère de Napoléon Bonaparte et roi de Westphalie ;
- Jérôme Bonnell, scénariste et réalisateur français de cinéma ;
- Jérôme Bonnissel, ancien footballeur français ;
- Jérôme Bosch (Hieronymus van Aken), peintre hollandais ;
- Jérôme Cahuzac, homme politique français, ministre délégué chargé du Budget ;
- Jérôme Carcopino, historien et haut fonctionnaire français ;
- Jerome Charyn, écrivain américain ;
- Jérôme Cotta, alias Jehro, chanteur français ;
- Jérôme d'Ambrosio, pilote automobile belge ;
- Jérôme Jeannet, escrimeur français ;
- Jérôme Kerviel, trader français, auteur de la fraude à la Société Générale en 2008 ;
- Jerome K. Jerome, écrivain anglais ;
- Jérôme K. Jérôme Bloche, personnage et série de bandes dessinées, par Alain Dodier ;
- Jérôme Le Banner (1972-), kick-boxeur français ;
- Jérôme Leroy (1964-), écrivain français ;
- Jérôme Leroy (1974-), Footballeur français ;
- Jérôme Lindon, éditeur français ;
- Jérôme Moucherot, personnage et série de bandes dessinées, par François Boucq ;
- Jérôme Pétion de Villeneuve, révolutionnaire français ;
- Jérôme Pauwels, (1970-), acteur de doublage français ;
- Jérôme Phalippou, (1971-), dessinateur de bandes dessinées français ;
- Jérôme Rivière, homme politique français ;
- Jérôme Rothen, footballeur français ;
- Jerome David Salinger, écrivain américain ;
- Jérôme Savary, metteur en scène français ;
- Jérôme Savonarole (Girolamo Savonarola), moine dominicain italien, précurseur de la Réforme ;
- Jérôme Tharaud, écrivain français ;
- Jérôme, évêque de Wrocław ;
- Jérôme (fils de Charles Martel), comte carolingien ;
- Geronimo, indien Apache ;
- Gerolamo Cardano (aussi connu sous le nom Jérôme Cardan), mathématicien, philosophe et médecin italien ;
- Giovanni Girolamo Saccheri, jésuite et mathématicien italien ;
- Girolamo Bellarmato, ingénieur et architecte italien ;
- Girolamo Cavazzoni, aussi appelé Jérôme d'Urbino, organiste et compositeur italien de la Renaissance ;
- Girolamo Fabrizi d'Acquapendente ou Hieronymus Fabricius, anatomiste italien ;
- Girolamo Fracastoro, dit Jérôme Fracastor, médecin et poète italien ;
- Girolamo Frescobaldi, compositeur italien ;
- Girolamo Riario, prince italien ;
- Girolamo Zoppio, littérateur italien ;
- Jéromine Pasteur, exploratrice française

## Jérôme comme nom de famille
- Jean-Léon Gérôme, peintre et sculpteur français ;
- Raymond Gérôme, acteur belge ;
- C. Jérôme, chanteur français.
- Alain Jérôme, journaliste français.
- ty Jérôme, joueur de basket américain à Cleveland cavaliers (saison 2024-2025)